# Leiopathes montana
Leiopathes montana is een Antipathariasoort uit de familie van de Leiopathidae. De wetenschappelijke naam van de soort is voor het eerst geldig gepubliceerd in 2011 door Molodtsova.